# Parafia św. Barbary w Rogóżu
Parafia Świętej Barbary w Rogóżu – rzymskokatolicka parafia w Rogóżu, należącym do archidiecezji warmińskiej i dekanatu Lidzbark Warmiński.